# Casa Nova del Bolet
Casa Nova del Bolet o el Bolet Nou és un jaciment arqueològic prehistòric al municipi de Mediona a l'Alt Penedès, inclòs a l'Inventari del Patrimoni Arqueològic i Paleontològic de Catalunya.
Es tracta d'un conjunt de restes lítiques datades en dues cronologies diferents que formarien un centre de producció i explotació de sílex, majoritàriament (ja que també hi ha restes de quars). El primer conjunt s'ha datat dins de l'Epipaleolític-Neolític del qual s'han localitat molt pocs materials majoritàriament fets amb sílex, tot i que hi ha alguna excepció de quars. El segon conjunt s'ha inclòs dins de la cronologia del Paleolític superior (33000-24000 BP), del qual es troben més restes lítiques conservades. El jaciment va ser descobert per P. Giró i J. Ma. Massachs l'any 1959 durant unes prospeccions.
En relació al conjunt pertanyent a l'Epipaleolític-Neolític es va localitzar un gratador, petites làmines fragmentades i retocades, ascles i dos fragments de destrals polides. El conjunt que pertany al Paleolític superior està format per ascles de mida molt destacable i fragments retocats, tot i que també hi ha rascadors i dos burins diedres. Les troballes estan dipositades al Museu de Vilafranca del Penedès.